# ジメチル尿素
ジメチル尿素(Dimethylurea)は、有機合成化学の中間体として用いられる尿素の誘導体である。IUPAC名は、1,3-ジメチル尿素である。毒性のほとんどない無色の結晶性粉末である。

## 利用
1,3-ジメチル尿素は、カフェイン、テオフィリンや医薬品、除草剤その他の合成に用いられる。紡織業では、ホルムアルデヒドを含まない仕上げ剤の製造の中間体として用いられる。世界での生産量は、推計2500トン以下である。